# Saint-Gabriel-Brécy

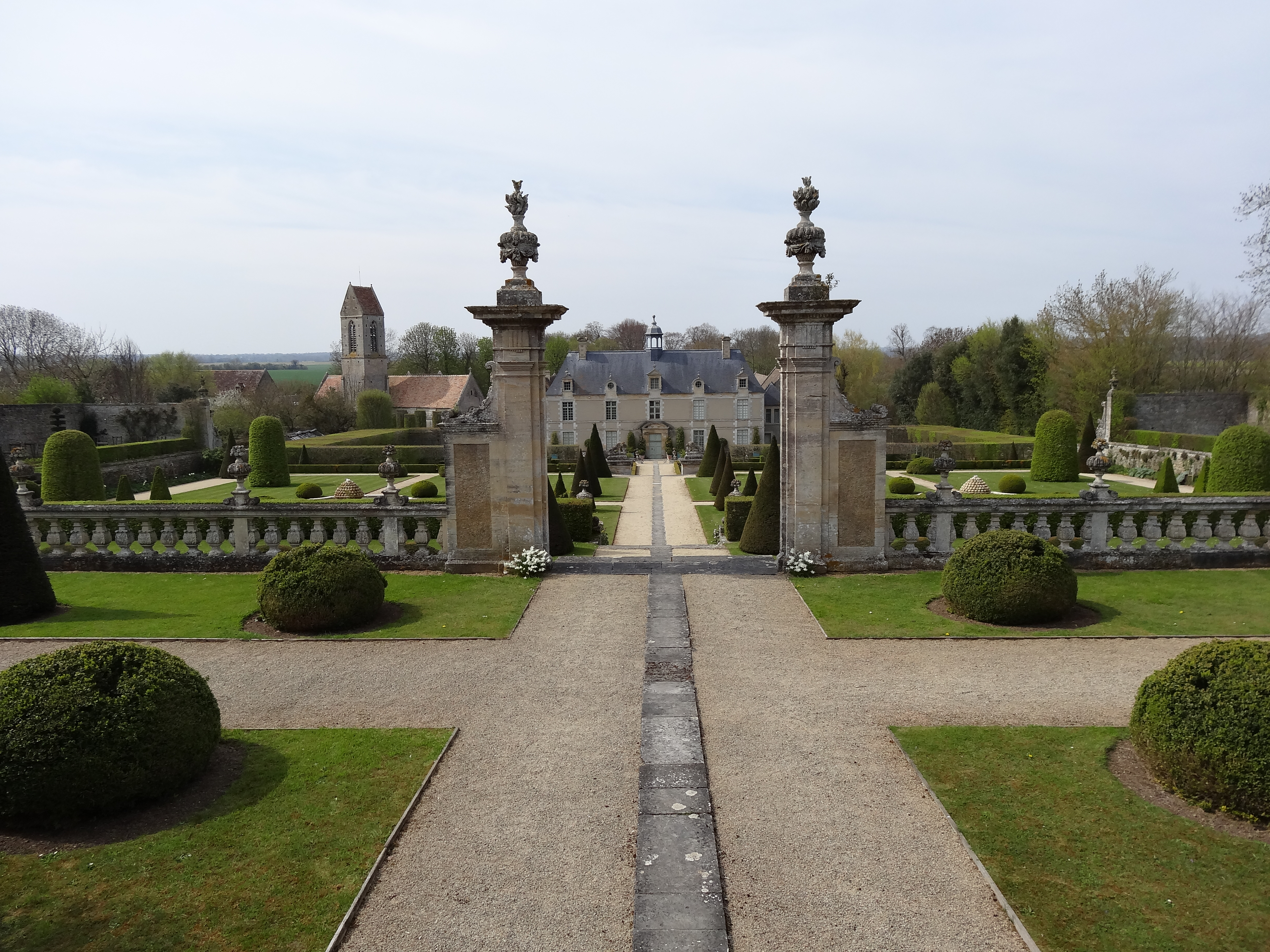
Château de Brécy

Saint-Gabriel-Brécy ist eine Ortschaft und eine ehemalige französische Gemeinde mit knapp 400 Einwohnern im Département Calvados in der Region Normandie.
Mit Wirkung vom 1. Januar 2017 wurden die bisherigen Gemeinden Creully, Saint-Gabriel-Brécy und Villiers-le-Sec zu einer Commune nouvelle mit dem Namen Creully sur Seulles zusammengeschlossen und haben in der neuen Gemeinde den Status einer Commune déléguée. Der Verwaltungssitz befindet sich im Ort Creully.

## Lage und Klima
Saint-Gabriel-Brécy liegt in ca. 30 m Höhe ca. 10 km (Luftlinie) südlich der Küste des Ärmelkanals (französisch La Manche) und knapp 12 km (Fahrtstrecke) östlich von Bayeux sowie etwa 25 km nordwestlich von Caen am kleinen Fluss Seulles. Das Wetter wird in hohem Maße vom Meer beeinflusst; Regen (ca. 850 mm/Jahr) fällt übers Jahr verteilt.

## Bevölkerungsentwicklung
| Jahr                       | 1800 | 1851 | 1901 | 1954 | 1999 |
| Einwohner                  | 289  | 387  | 245  | 277  | 243  |
| Quellen: Cassini und INSEE |      |      |      |      |      |

Die Mechanisierung der Landwirtschaft und die Stilllegung von bäuerlichen Kleinbetrieben („Höfesterben“) haben in hohem Maße zum Rückgang der Bevölkerungszahl im 20. Jahrhundert beigetragen.

## Geschichte
Im Jahr 1058 gründete die Abtei Fécamp hier ein Priorat, um welches in der Folgezeit der Ort entstand. Im 17. und 18. Jahrhundert entstand hier das Château de Brécy mit seiner sehenswerten Gartenanlage.

## Sehenswürdigkeiten
- Kirche Notre-Dame (auch Sainte-Anne), seit 1929 Monument historique[2]
- Priorei Saint-Gabriel, seit 1840 Monument historique[3]
- Schloss Brécy aus dem 17. Jahrhundert, seit 1903 Monument historique[4]
- Kirche Saint-Thomas-de-Cantorbery, Ende des 12. Jahrhunderts erbaut
- Schloss La Martinique
- Mühle am Seulles

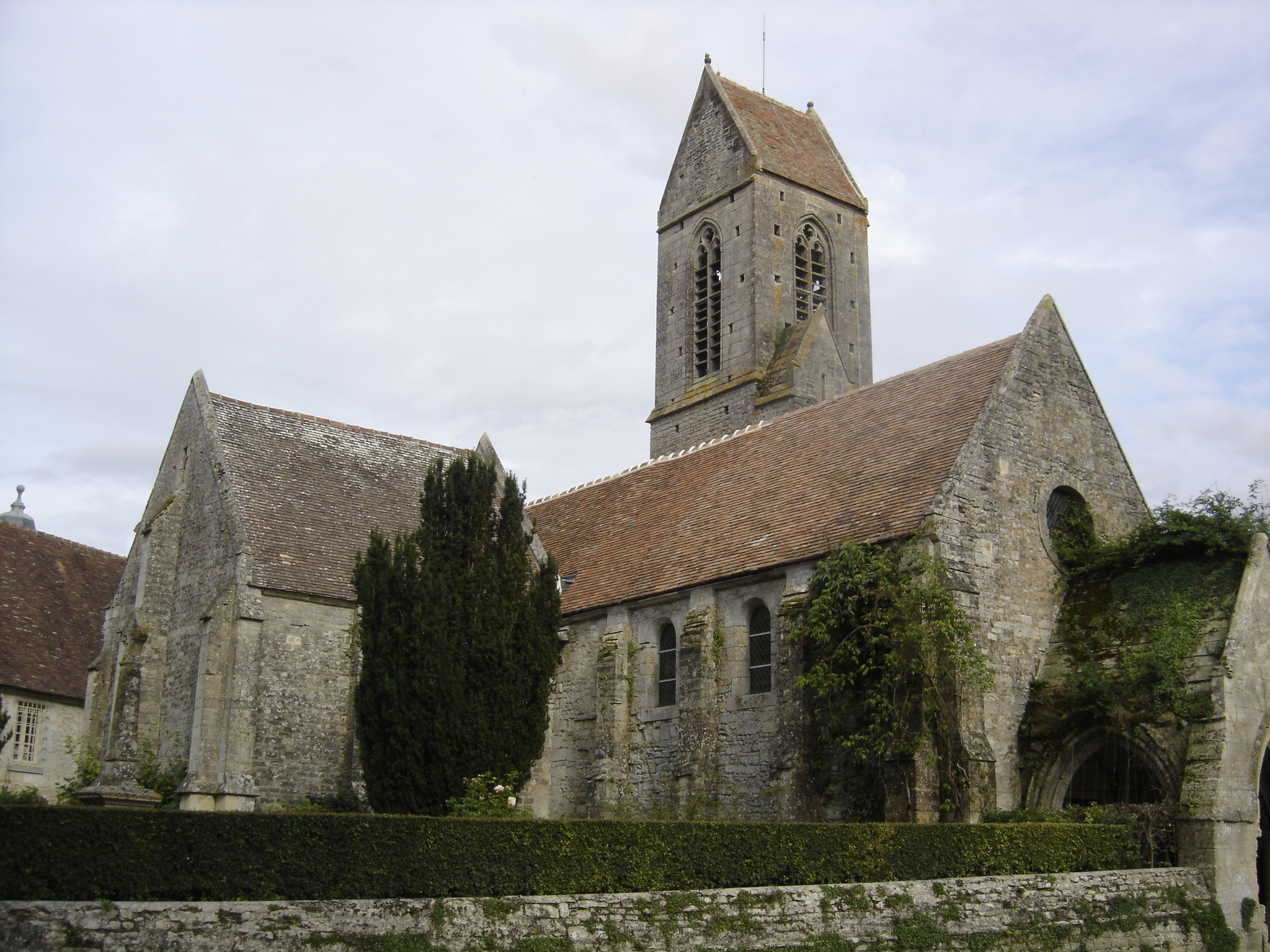
Kirche Notre-Dame-Sainte-Anne
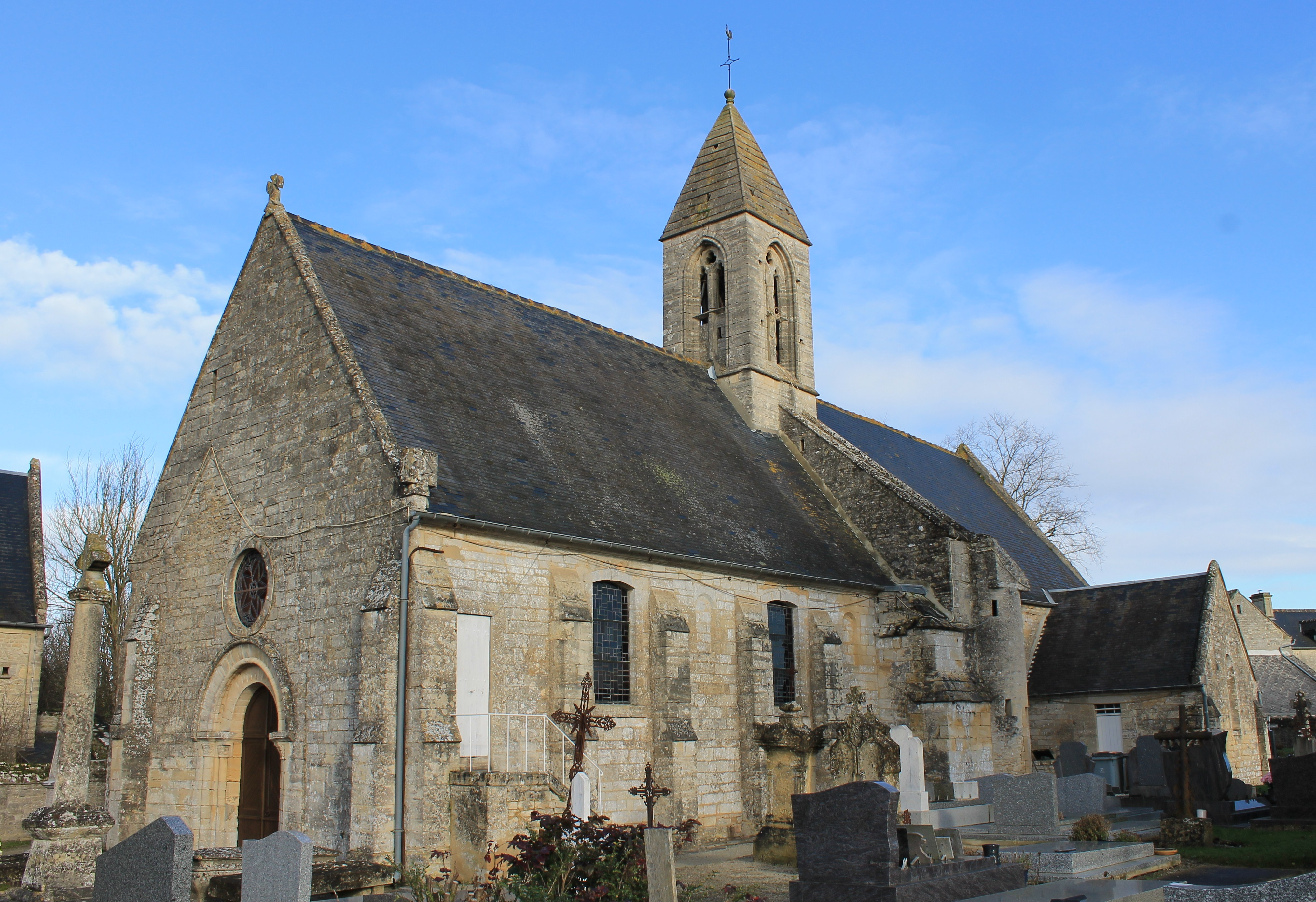
Kirche Saint-Thomas-de-Cantorbery

## Sonstiges
Während des Zweiten Weltkriegs wurden zahlreiche Kunstwerke aus dem Musée des Beaux-Arts de Caen in das Schloss von Saint-Gabriel-Brécy ausgelagert.